# Alfred Boyd
Pour les articles homonymes, voir Boyd.
 (septembre 2022).
Si vous disposez d'ouvrages ou d'articles de référence ou si vous connaissez des sites web de qualité traitant du thème abordé ici, merci de compléter l'article en donnant les références utiles à sa vérifiabilité et en les liant à la section « Notes et références ».
Alfred Boyd est un homme d'affaires et homme politique canadien, premier ministre de la province du Manitoba de 1870 à 1871.